# Светлопольская волость
Светлопольская волость — административно-территориальная единица Александрийского уезда Херсонской губернии.
По состоянию на 1886 год состояла из 12 поселений, 12 сельских общин. Население 2320 человек (1118 мужского пола и 1202 женского), 459 дворовых хозяйств.
|                        | Площадь (в т. ч. пахотной) |
| ---------------------- | -------------------------- |
| Сельских общин         | 2719                       |
| Частной собственности  | 13 738 (7402)              |
| Казённой собственности | —                          |
| Другой собственности   | 50 (25)                    |
| Всего                  | 16 507 (10 146)            |

Поселение волости:
- Пантазіевка — село при балке Скалевой в 22 верстах от уездного города, 464 человека, 94 двора, православная церковь. За 3 версты — православная церковь.